# Tortilla de rescoldo
La tortilla al rescoldo (brasas y cenizas) es un tipo de pan campesino propio de la  cocina chilena.
Se prepara con harina de trigo, manteca y sal, y se cocina en el rescoldo de un fuego que normalmente se hace sobre arena fina, para mejorar la cocción. Luego de desenterrarla, se limpia las cenizas y comúnmente se retira algún borde quemado y se sirve en trozos. Este tipo de preparación le deja un sabor característico. Se suele acompañar de mantequilla, mermelada, jamón, queso o palta, entre otros.[cita requerida]
Tradicionalmente las familias aprovechaban las cenizas del almuerzo del mediodía para dejar  el pan que se serviría a media tarde.[cita requerida] Ante el aumento del uso de las cocinas a leña o gas en reemplazo de los fogones, esta forma de hacer pan se ha hecho escasa, pero persiste en algunas áreas rurales, tanto para la alimentación familiar como para la venta.[cita requerida]